# Апостол Кочкона
Апостол Кочкона или Кушкона е български революционер от арумънски произход, корчански войвода на Вътрешната македоно-одринска революционна организация.

## Биография
Кочкона е роден в корчанското влашко село Пляса, тогава в Османската империя, днес в Албания и по народност е влах. През 1906 година заедно с Танаси Насту убиват патриаршисткия корчански митрополит Фотий Калпидис, влизат във ВМОРО и водят чета в Корчанско. В края на февруари 1907 година заедно с четника Ставре Грозданов от село Връбник, са арестувани в костурското село Смърдеш, Костурско. Освободен е при амнистията след Младотурската революция в 1908 година.
- Кочкона с негов другар
- Апостол Кочкона и Иван Чакулев
- Апостол Кочкона с четата си, 1908 г.
- Четата на Кочкона